# Guerre du cola dans l'espace

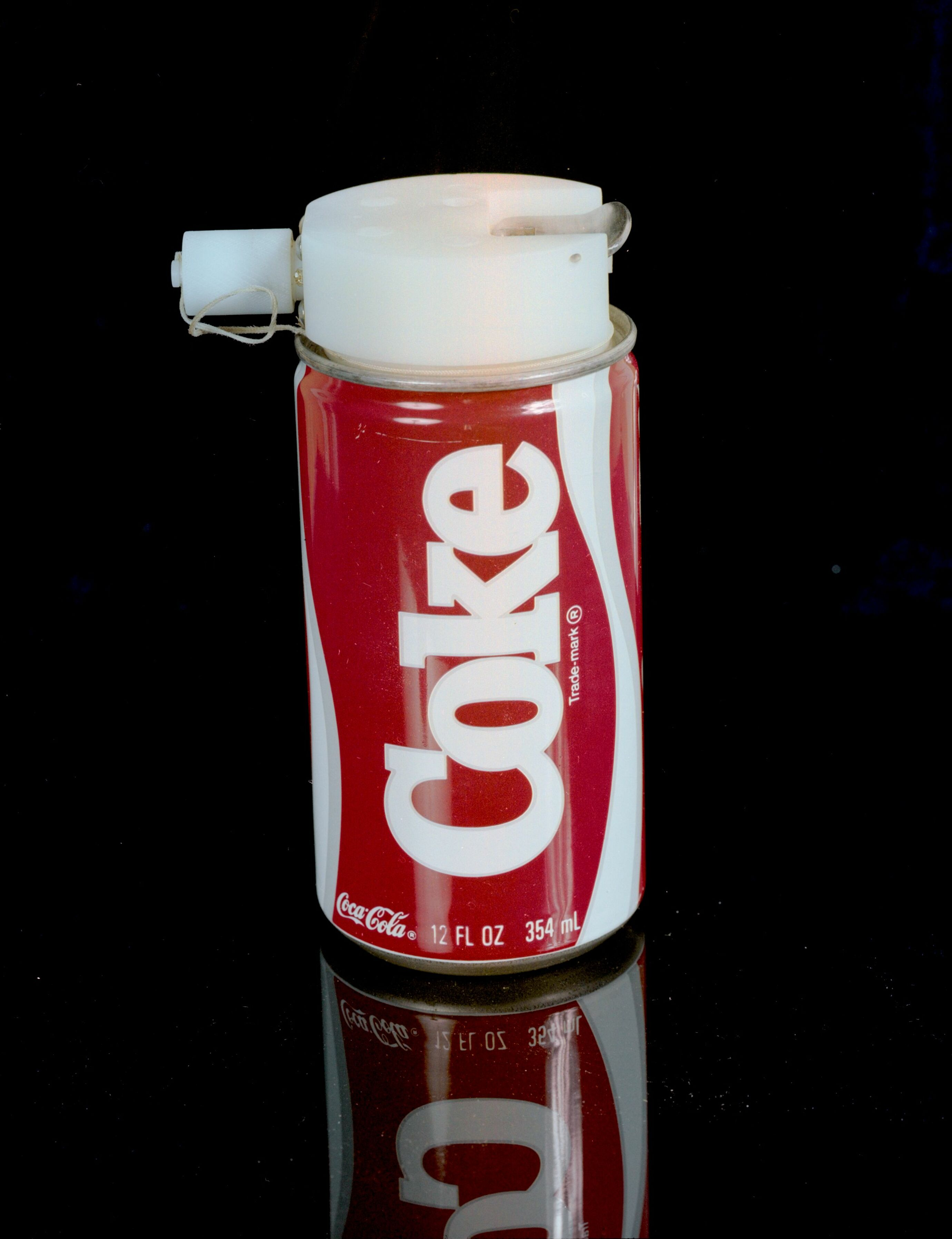
Une canette de Coca-Cola conçue pour être bue dans l'espace pendant le programme STS-51-F.

Durant la guerre du cola dans l'espace, Coca-Cola et Pepsi se lancent dans des campagnes marketing et des tests de produits pour faire parvenir leurs sodas dans les navettes de missions spatiales, dans la continuité de ce que l'on appelle la « guerre du cola ». La compétition commence en 1985 lors de la mission de la navette spatiale STS-51-F lorsque des astronautes testent des canettes de soda spécialement conçues par chaque entreprise pour voir comment les boissons gazeuses se comporteraient en microgravité. Lors d'une expérience grandement médiatisée, le distributeur de liquide de Coca-Cola obtient de meilleurs résultats que la canette de Pepsi conçue à partir d'une bombe de mousse à raser.
Au cours de la décennie suivante, Coca-Cola continue à développer des distributeurs de sodas adaptés à l'espace, qui sont utilisés lors des missions suivantes pour étudier plus en détail les effets de la carbonatation et de la perception du goût en apesanteur. En 1996, Pepsi paye 300 millions $ pour créer la première publicité tournée dans l'espace à bord de la station spatiale russe Mir.

## 1985: STS-51-F
Lors d'une expérience marketing très médiatisée, les astronautes à bord de la navette spatiale STS-51-F boivent des boissons gazeuses dans des canettes spécialement conçues par Coca-Cola et Pepsi, alors en pleine « guerre du cola, ». Selon l'astronaute Loren Acton, après que Coca-Cola ait présenté son distributeur expérimental pour un vol de navette, Pepsi insiste pour que Coca-Cola ne soit pas le premier cola dans l'espace et contacte la Maison-Blanche par l'intermédiaire de ses contacts. L'expérience est retardée jusqu'à ce que Pepsi puisse développer son propre système, et les produits des deux sociétés sont assignés à bord de la navette spatiale STS-51-Fr.
« ...la canette de Coca-Cola avait nécessité beaucoup de travail et avait été conçue pour distribuer la boisson sans remuer le liquide. La canette de Pepsi, lorsqu'elle est apparue, ressemblait à une bombe de mousse à raser. En fait, le logo Pepsi était simplement collé sur un emballage en papier, et lorsque nous l'avons retiré, il s'agissait en effet d'une simple bombe de mousse à raser. Il y avait toujours le logo de la mousse à raser dessus. Pepsi a compris que cela n'avait rien à voir avec le soda dans l'espace. Cela avait plutôt à voir avec de la communication publiquer. »
Il y a quatre canettes de Coca-Cola et de Pepsi à bord. L'équipe rouge teste le Coca-Cola et l'équipe bleue le Pepsi. Dans le cadre de l'expérience, chaque équipe est photographiée avec le logo du cola. Acton déclare que si le système sophistiqué de Coca-Cola « distribuait du soda un peu comme ce que nous en avons l'habitude sur Terre », la canette de mousse à raser de Pepsi « distribuait du soda rempli de bulles » qui n'était « pas très buvable ». Acton déclare que « ce [test] stupide prenait plus de temps que nos expériences sérieuses », et que lorsqu'il fait des discours dans les écoles, le public est beaucoup plus intéressé par l'expérience du cola que par la physique solairer.
Pepsi déclare avoir dépensé 14 millions $ pour cette expérience, tandis que le distributeur de Coca-Cola aurait coûté 250 000 $. La NASA considère ces distributeurs comme une « démonstration d'ingénierie », mais pour les deux entreprises, il s'agit d'une action de communication publique. Coca-Cola revendique la victoire de la « guerre du cola dans l'espace » en déclarant qu'il s'agit de « la première boisson gazeuse goûtée dans l'espace ».

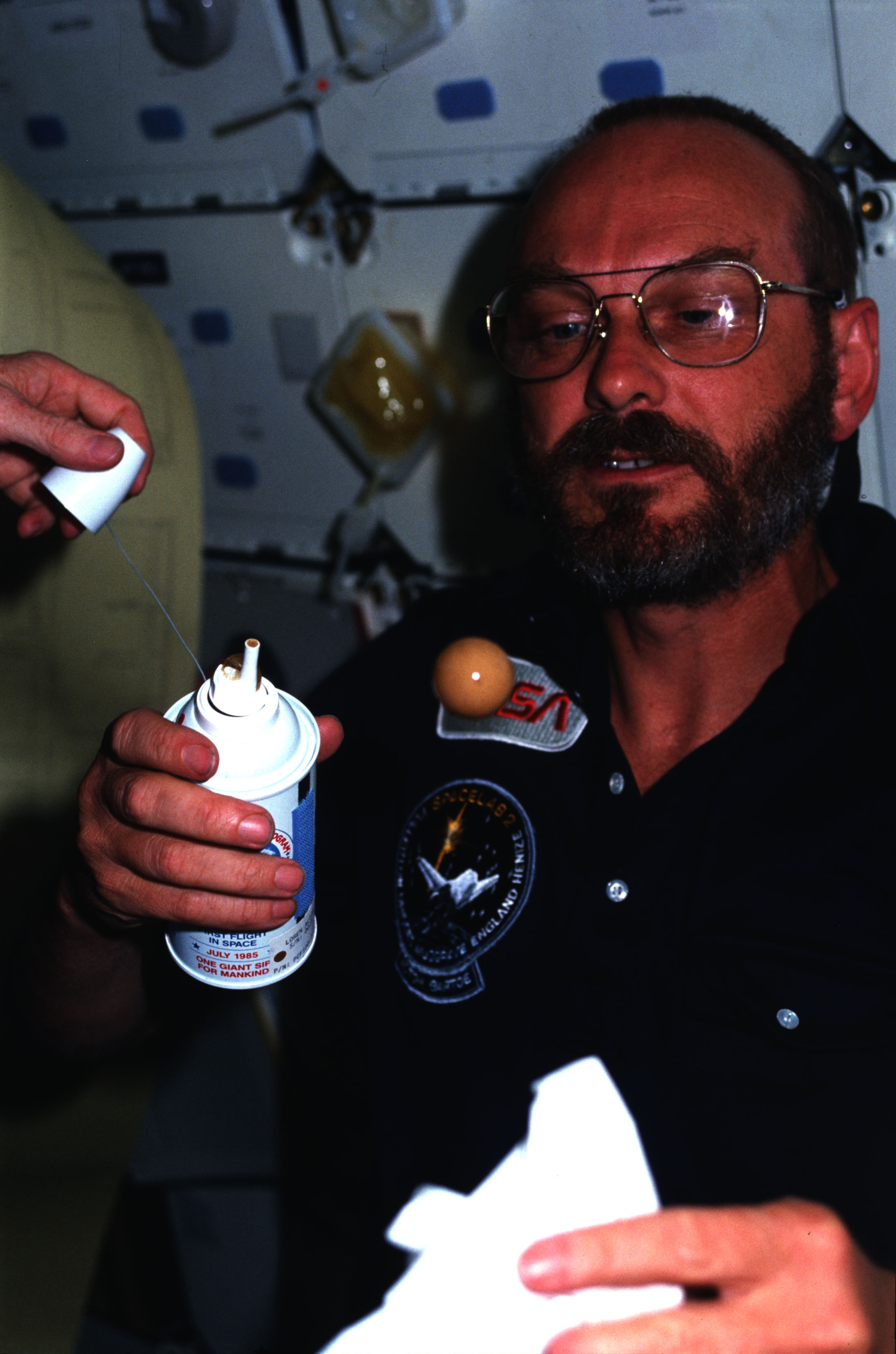
Loren Acton, spécialiste de la charge utile STS-51F, avec une canette de Pepsi
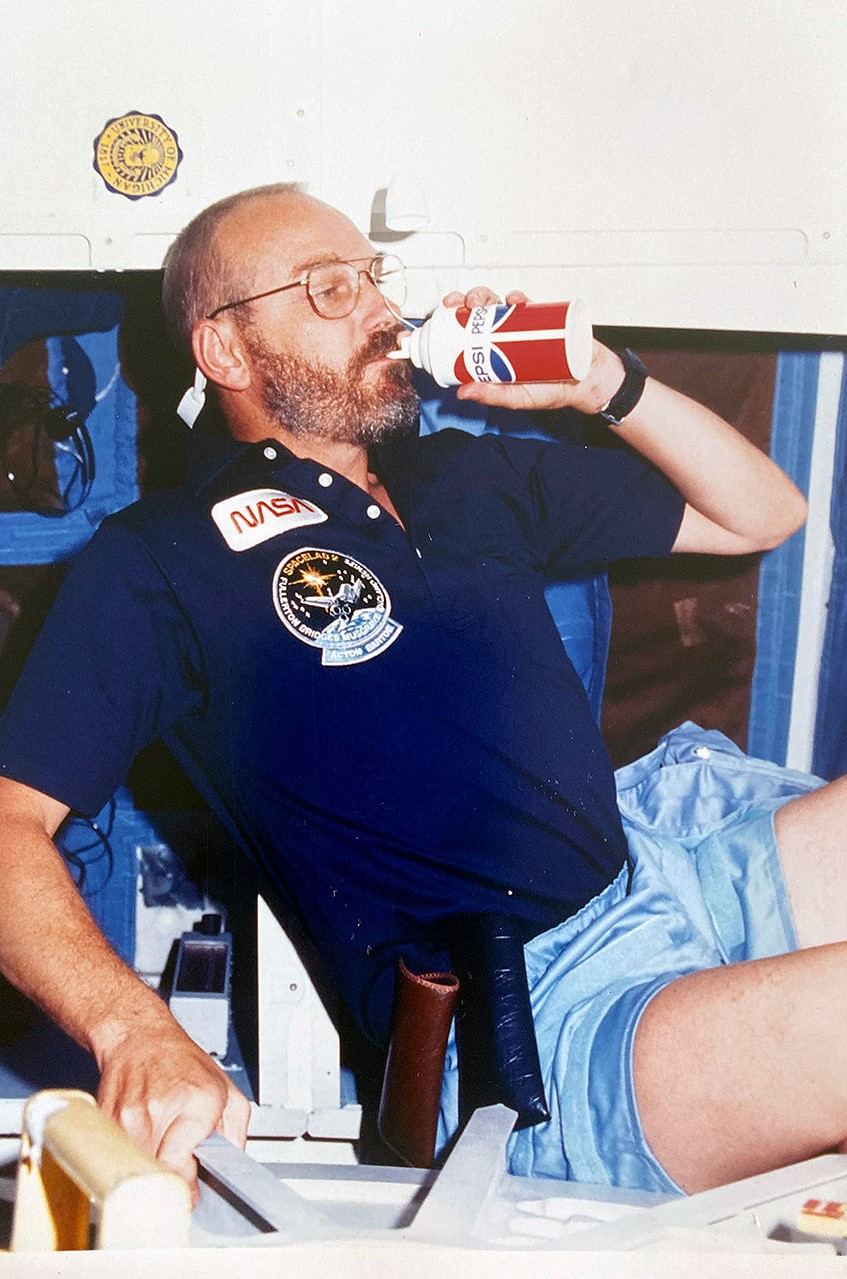
Loren Acton évalue un soda spatial Pepsi
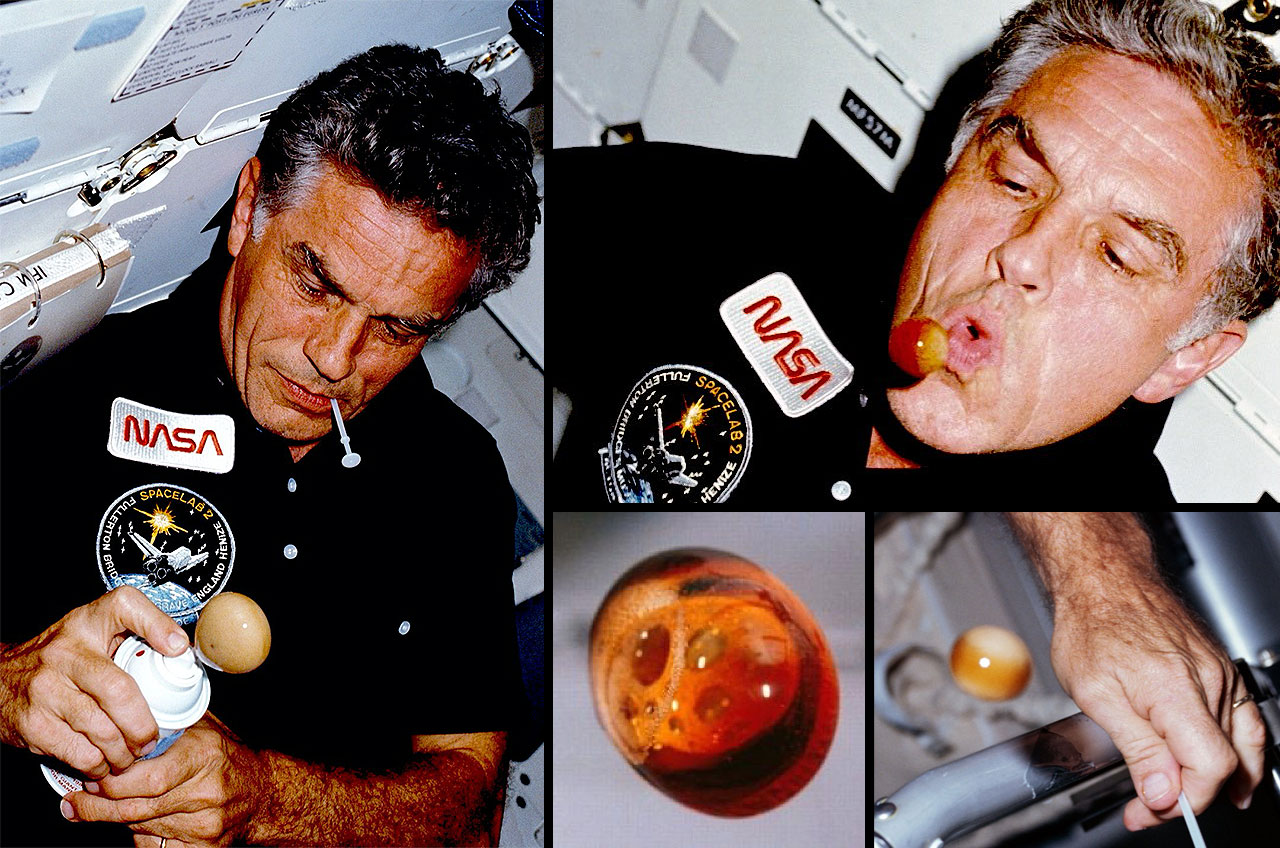
Karl Henize, spécialiste de la mission STS-51F, crée des boules de Pepsi mousseuses et pétillantes lors de l'évaluation du distributeur de boissons gazeuses
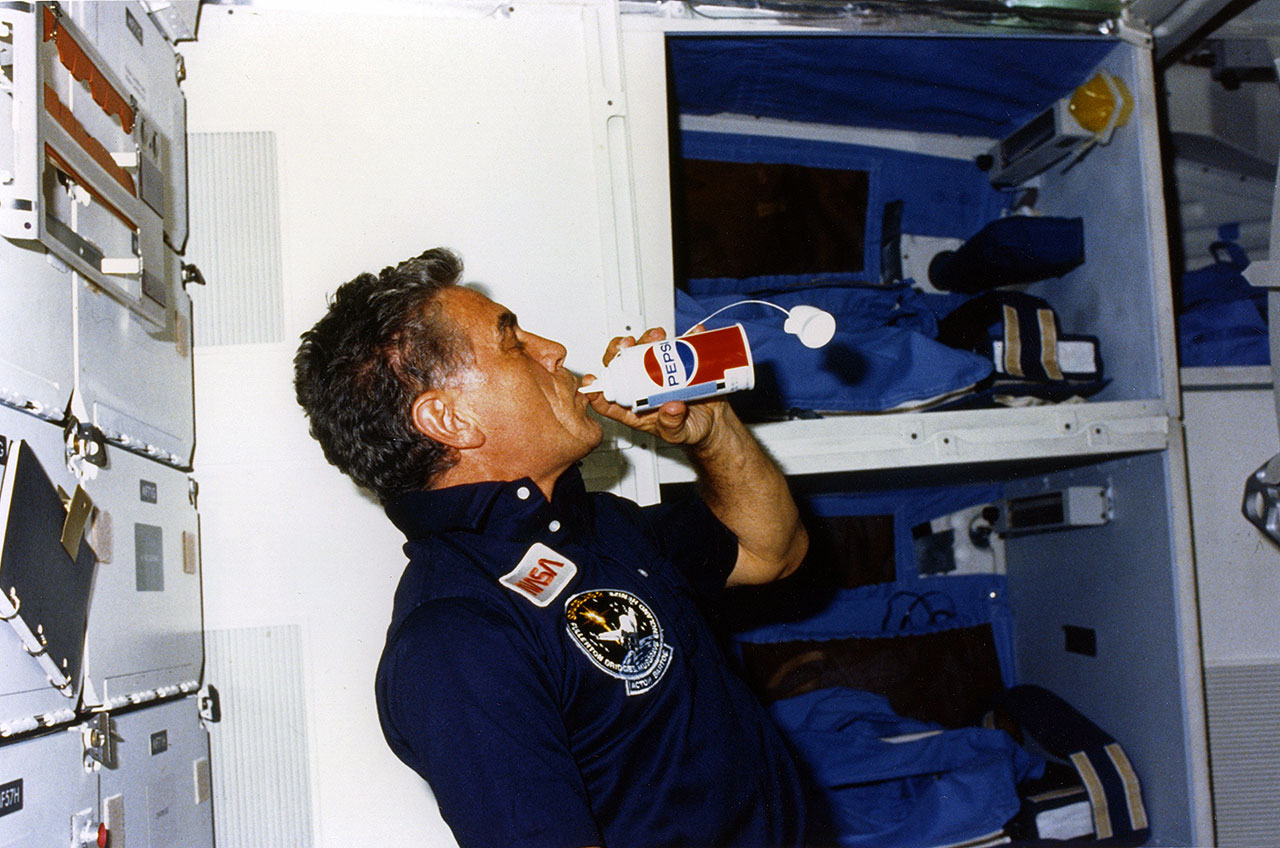
Karl Henize boit dans une canette de Pepsi
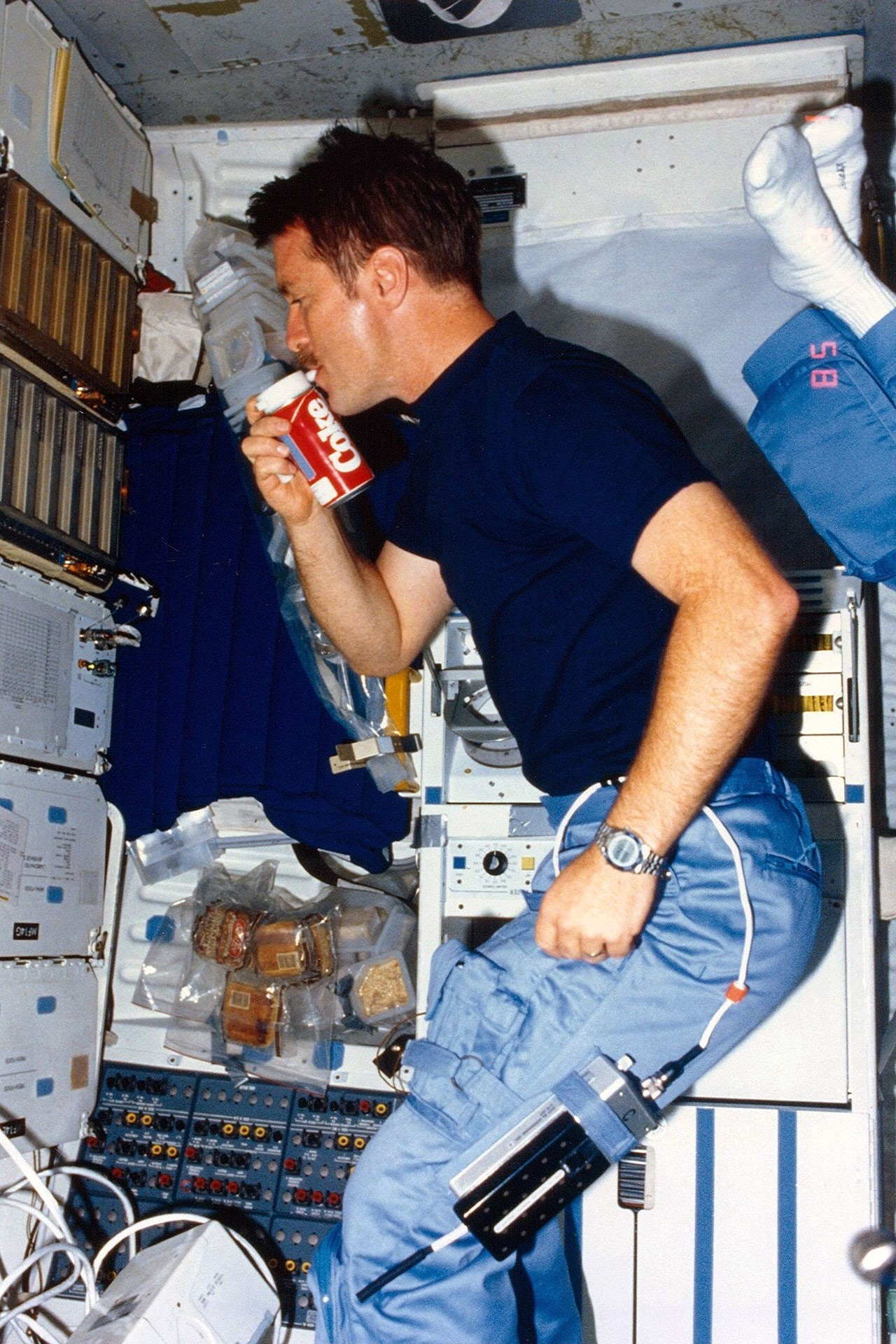
Tony England boit du Coca-Cola dans l'espace
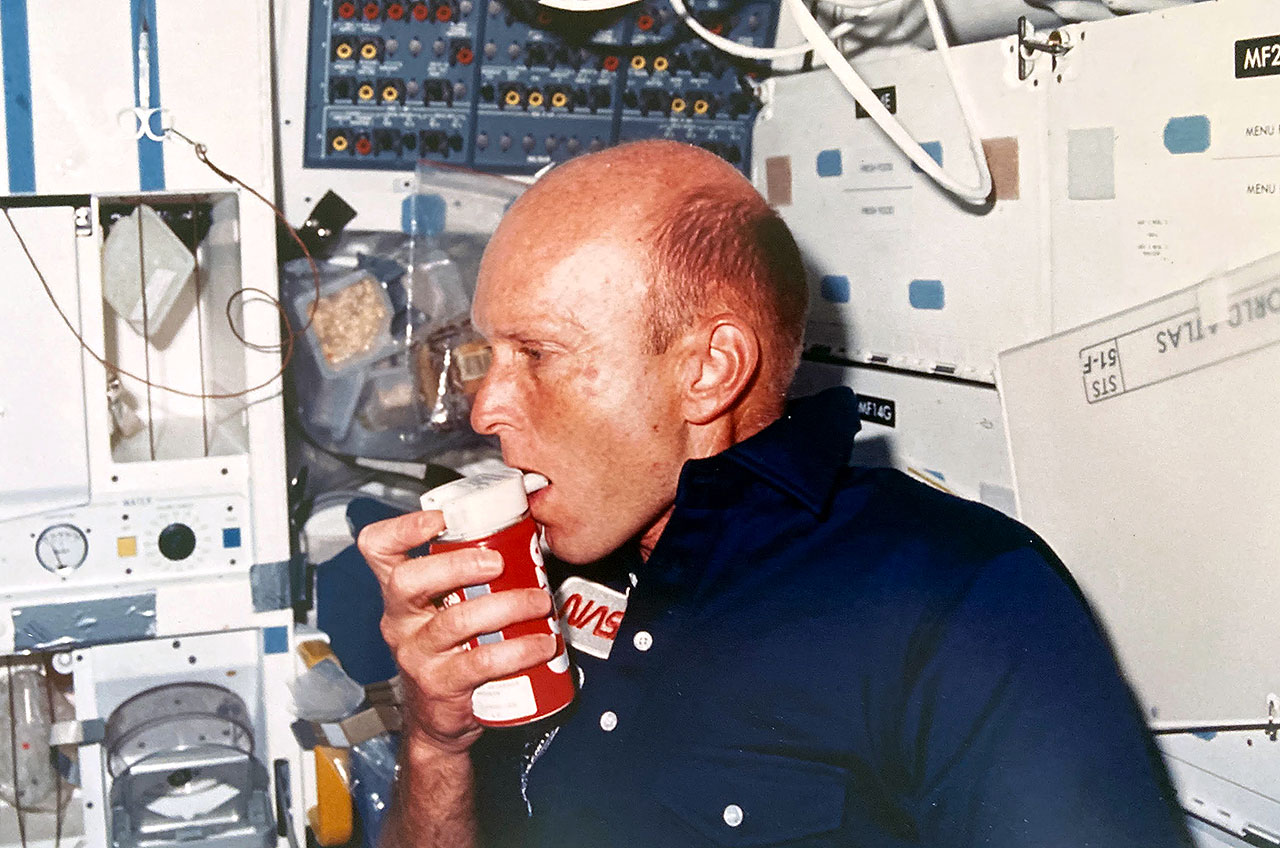
Gordon Fullerton, commandant de la mission STS-51F, avec une canette de Coca-Cola
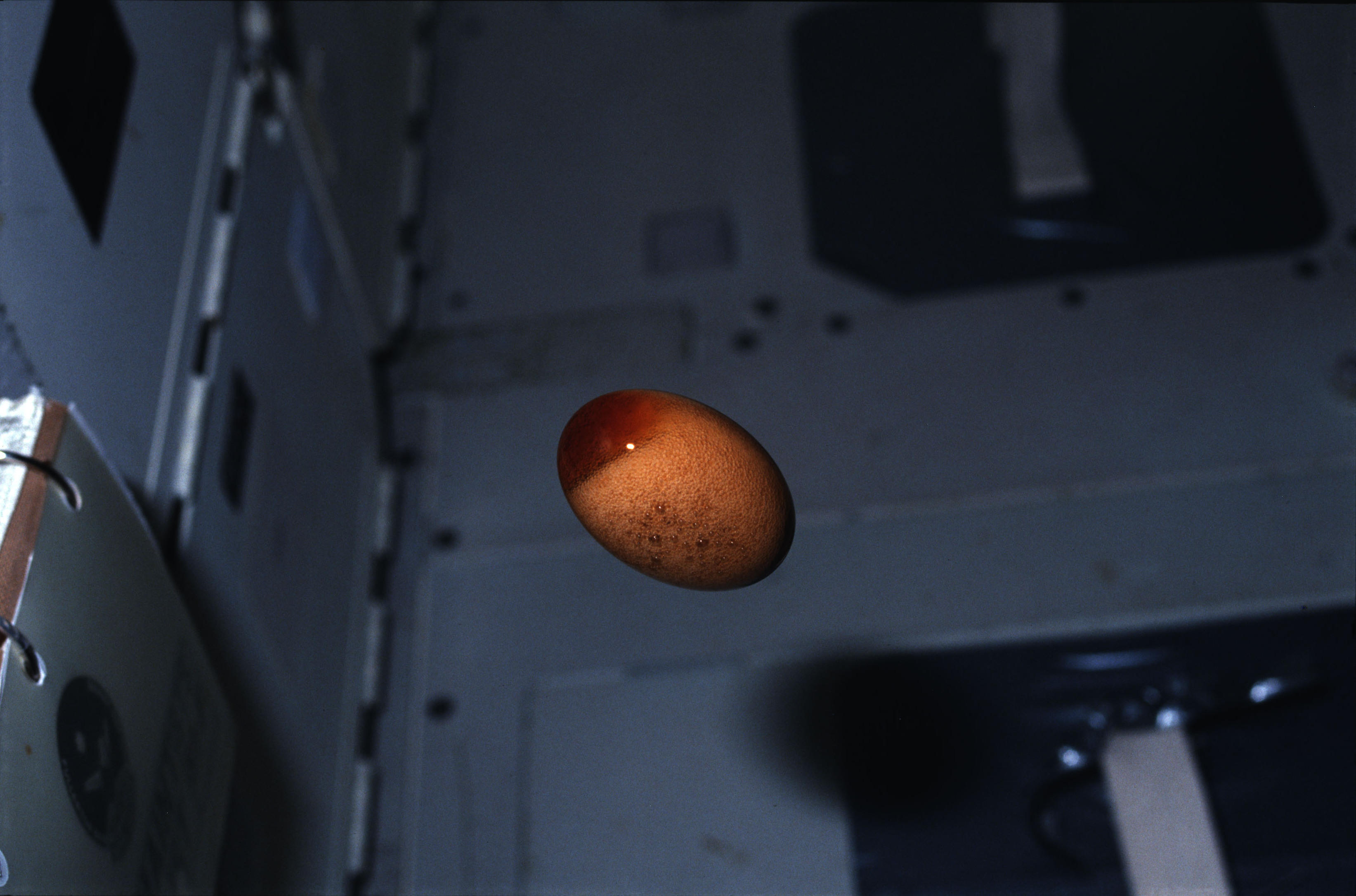
Une boule de cola en apensanteur
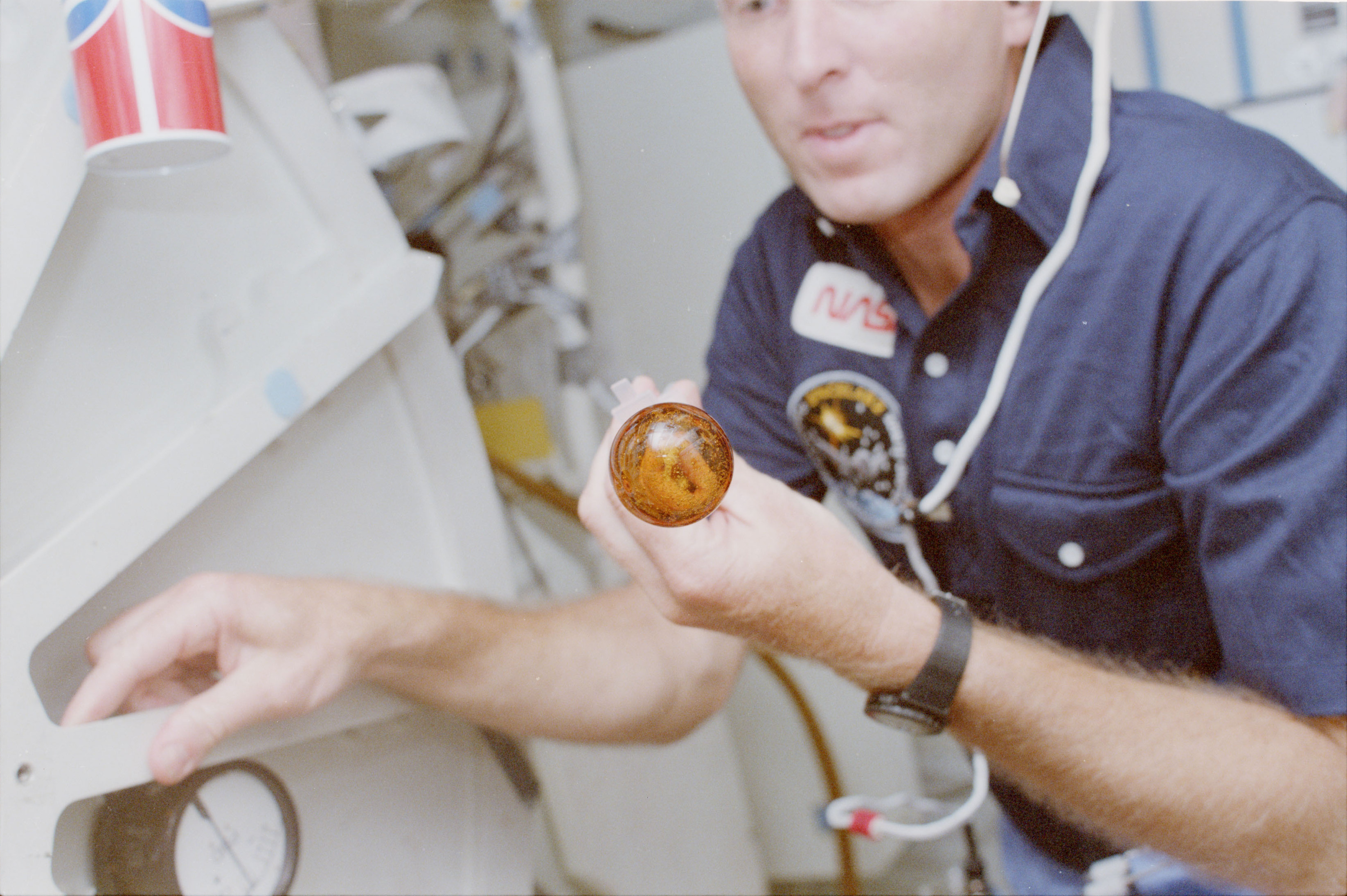
Story Musgrave avec une goutte de Pepsi flottant devant lui
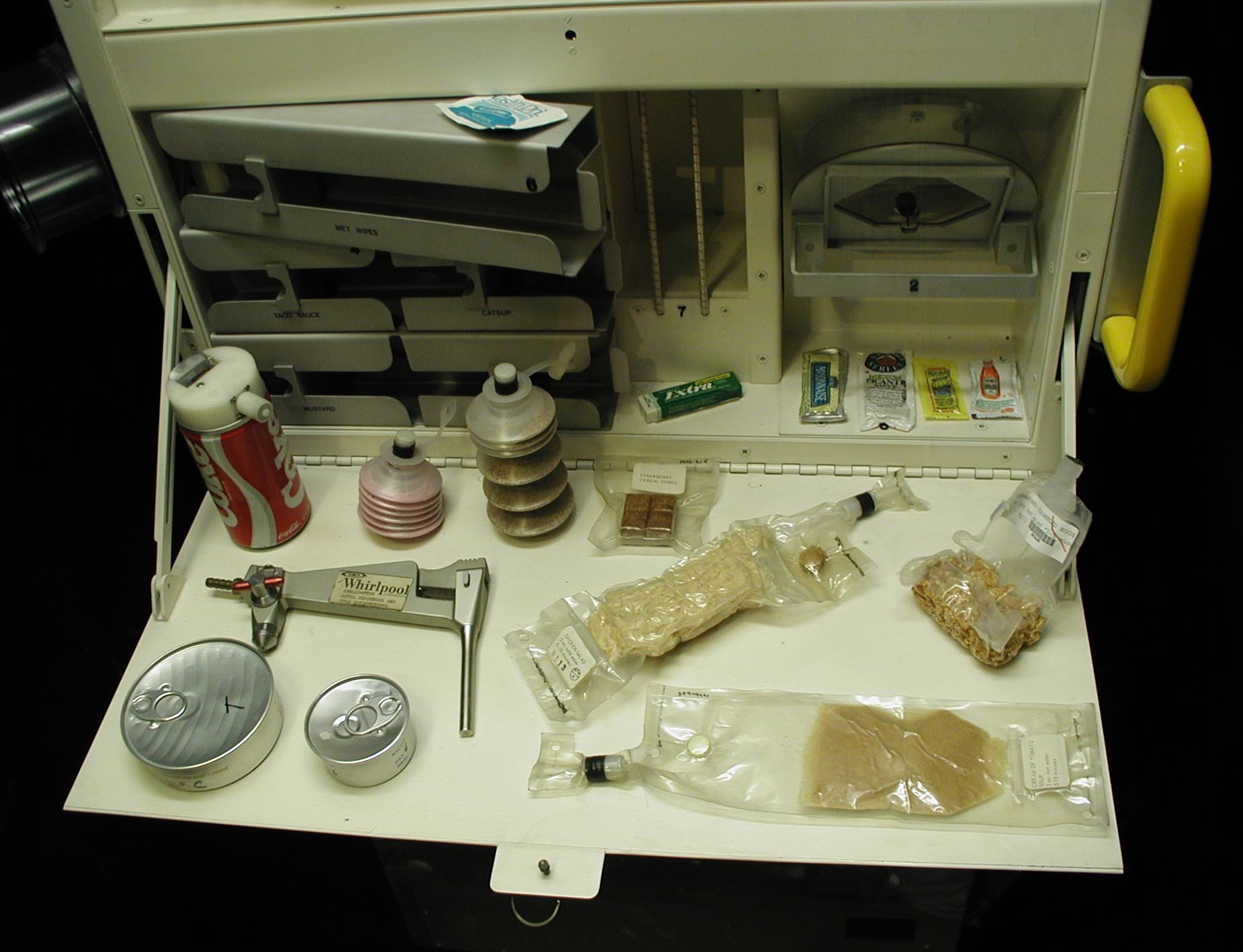
Une canette spatiale de Coca-Cola parmi d'autres équipements alimentaires des astronautes

## Appareils génériques de biotraitement des fluides

### 1995: FGBA-1 sur STS-63
BioServe Space Technologies de l'université du Colorado à Boulder développe l'appareil générique de biotraitement des fluides (FGBA-1) en coopération avec Coca-Cola. Il distribue des boissons gazeuses pré-mélangées pour la consommation des astronautes et étudie leurs perceptions gustatives altérées. Les astronautes évaluent des échantillons de test avant et après le vol. Selon l'université du Colorado à Boulder, « le FGBA a joué un rôle très pertinent dans la validation des techniques d'ingénierie pour le confinement, la manipulation et le transfert de fluides sursaturés à deux phases en microgravité, ce qui était un problème relativement peu caractérisé à l'époque et constitue un défi important en dehors des boissons gazeuses ». Le FGBA dispose également d'un « moniteur de fréquence cardiaque intégré pour suivre les réactions physiologiques des astronautes ». Le FGBA-1 est présent à bord de la navette STS-63 en 1995 et distribue des boissons pré-mélangées,.

### 1996: FGBA-2 sur STS-77
Le FGBA-2 est développé pour être utilisé pendant la mission STS-77 comme banc d'essai pour déterminer si des boissons gazeuses peuvent être produites à partir de dioxyde de carbone, d'eau et de sirops aromatisés stockés séparément et déterminer si les liquides obtenus peuvent être mis à disposition pour la consommation sans nucléation de bulles et formation de mousse. L'unité contient 1,65 litre de Coca-Cola, de Coca-Cola light et de Powerade,.

## Publicité Pepsi sur Mir
En 1996, Pepsi dépense 300 millions $ pour tourner la « première publicité dans l'espace ». Les cosmonautes russes Iouri Onoufrienko et Iouri Oussatchiov réalisent une vidéo sur la station Mir durant une sortie dans l'espace, tandis que l'astronaute américaine Shannon Lucid les assiste depuis la station, « gardant un œil sur leurs systèmes de survie et filmant la publicité ». Les cosmonautes filment une « réplique de 120 centimètres de haut » de la « nouvelle canette bleue de Pepsi ».